# Drumul Regilor - Transalpina
Transalpina - Drumul Regilor este un film românesc, din 2016, regizat de Dumitru Budrala.

## Prezentare
Transalpina e mai mult decât o șosea spectaculoasă ce șerpuiește peste munți. Vechimea drumului care leagă Transilvania de Țara Românească se măsoară în milenii. De-a lungul timpului, a fost pierdut și redescoperit de mai multe ori, dar păstorii l-au cunoscut dintotdeauna și l-au străbătut cu turmele lor, în ciuda granițelor trasate de stăpâniri trecătoare. Filmul propune o călătorie pe drumul de care și-au legat numele mai mulți regi, dar și pe sub pământ, pe căile pe care umbla zeul Zamolxis, și prin cer, unde, pe vremea uriașilor, s-au petrecut întâmplări care au dat numele munților și văilor. Într-o transpunere cinematografică de excepție, fascinația de-o viață a regizorului pentru poveștile pe care le ascund râurile, iezerele, crestele munților, văile și peșterile trec dincolo de fapte și date istorice, evocând însuși spiritul locului.

## Distribuție
Distribuția filmului este alcătuită din:
montaj: Emilian Floareș
story editor: Adina Marinâ
texte adiționale: Georgiana Constantin
desene: Sara Budrala
efecte vizuale: Răzvan Stăcescu, Alexandru Căpătoiu
grafică 2D: Ion Aramă
color correction: Sergiu State
cameramani: Filip Zsombor, Cristian Țurcanu, Mihai Bodea
consultant: Laurent Chrzanovski
asistent regie: Emilian Floareș
asistent imagine: David Dumitru Budrala
asistent producție: Adriana Lomnășan
interviuri, în ordinea apariției:
Maria Suciu
Ion Olar
Nicolaie Iovan
Ghiță Constantin
Gheorghe Cuțuliga
Gheorghe Vonica